# Godew
Godew is een Ethiopisch stuwmeer in Inderta, een woreda (regio) van Tigray. De aarden dam werd gebouwd in 1990 door het Tigray Bureau of Agriculture and Natural Resources.

## Omgeving
Het stroomgebied van het reservoir is 4 km² groot, met een omtrek van 10,45 km en een lengte van 3260 meter. Het reservoir ondergaat snelle sedimentafzetting.  De gesteenten in het bekken zijn Doleriet van Mekelle en Schiefer van Agula. Een deel van het water gaat verloren door insijpeling; een positief neveneffect hiervan is dat dit bijdraagt tot het grondwaterpeil.